# УПГМА
УПГМА (енгл. Unweighted Pair Group Method with Arithmetic Mean) представља једноставну методу хијерархијског кластеровања. УПГМА метод је нашао примену у наукама као што су екологија и биоинформатика. У Бионформатици се користи за генерисање филогенетских стабала. У контексту филогенетике УПГМА се ослања на хипотезу о молекуларном сату, и сматра се једним од лошијих метода изградње филогенетских стабала. Тренутно се УПГМА користи при генерисању стабала водиља за комплексније и поузданије алгоритме у филогенетици.
УПГМА конструише филогенетско стабло са кореном (дендрограм) који описује структуру матрица сличности ( или матрица различитости ).
У сваком кораку, два најбижа кластера се комбинују у већи. Растојање између било која два кластера А и Б представља просек свих растојања између парова објеката "x" из A и "y" из B.
{\displaystyle {1 \over {|{\mathcal {A}}|\cdot |{\mathcal {B}}|}}\sum _{x\in {\mathcal {A}}}\sum _{y\in {\mathcal {B}}}d(x,y)}
Конструкцију алгоритма описали су Sokal и Michener. Fionn Murtagh је описао оптимални {\displaystyle O(n^{2})} алогоритам за конструкцију УПГМА стабла.

## Алгоритам
1. Доделити сваки таксон сопственом кластеру
2. Дефинисати један лист за сваки таксон и поставити га на висину 0
3. Све док има више од два кластера
4. Одредити два кластера са најмањим растојањем {\displaystyle d(i,j)}
5. Дефинисати нови кластер {\displaystyle C_{k}=C_{i}\cup C_{k}}
6. Дефинисати чвор к са потомцима i и ј и поставити га на висину {\displaystyle d(i,j)/2}
7. Заменити кластере i и j кластером к
8. Израчунати растојање између к и осталих кластера
9. Спојити последња два кластера i и j кореном на висини {\displaystyle d(i,j)/2}

## Пример
Нека је задата следећа матрица растојања:
|   | А | B | C | D | E | F |
| - | - | - | - | - | - | - |
| B | 2 |   |   |   |   |   |
| C | 4 | 4 |   |   |   |   |
| D | 6 | 6 | 6 |   |   |   |
| E | 6 | 6 | 6 | 4 |   |   |
| F | 8 | 8 | 8 | 8 | 8 | 8 |

Бирамо два таксона са најмањим растојањем. То су А и B. Висина дрвета је {\displaystyle d(A,B)/2=2/2=1}
Рачунамо растојање новог кластера АB у односу на преостале таксоне.
|   | АB | C | D | E |
| - | -- | - | - | - |
| C | 4  |   |   |   |
| D | 6  | 6 |   |   |
| E | 6  | 6 | 4 |   |
| F | 8  | 8 | 8 | 8 |

Таксони са најмањим растојањем су D и E. Висина дрвета је {\displaystyle d(D,E)/2=4/2=2}
Рачунамо растојање новог кластера DE у односу на преостале таксоне.
|    | АB | C | DЕ |
| -- | -- | - | -- |
| C  | 4  |   |    |
| DЕ | 6  | 6 |    |
| F  | 8  | 8 | 8  |

Висина дрвета: {\displaystyle d(C,AB)/2=4/2=2}
Рачунамо растојање новог кластера ABC у односу на преостале таксоне.
|    | АBC | DЕ |
| -- | --- | -- |
| DE | 6   |    |
| F  | 8   | 8  |

Висина дрвета: {\displaystyle d(ABC,DE)/2=6/2=3}

Рачунамо растојање новог кластера ABCDE у односу на преостале таксоне.
|   | АBCDE |
| - | ----- |
| F | 8     |

Висина дрвета: {\displaystyle d(ABCDE,F)/2=8/2=4}